# Malá Šitboř
Malá Šitboř (németül: Klein Schüttüber) Milíkov településrésze Csehországban a Karlovy Vary-i kerület Chebi járásában. Központi községétől 2,5 km-re délnyugatra fekszik. A 2001-es népszámlálási adatok szerint 29 lakóháza és 56 lakosa van.